# Xyris flexifolia
Xyris flexifolia là một loài thực vật hạt kín trong họ Hoàng đầu. Loài này được R.Br. miêu tả khoa học đầu tiên năm 1810.